# Август III
А́вгуст III (нім. і пол. August III; 17 жовтня 1696 — 5 жовтня 1763) — курфюрст Саксонії (1733—1763), король Польщі, великий князь Литовський і Великий князь Руський (1736—1763). Представник німецького Веттінського дому. Народився у Дрездені, Саксонія. Син саксонського курфюрста Августа ІІ та байрейтської принцеси Крістіани-Ебергардіни. Виховувався лютеранином, але в юності, подорожуючи Італією, прийняв католицизм (1712). Одружився з Марією-Жозефою, донькою імператора й австрійського ерцгерцога Йосифа I (1719). Обраний на польський трон за сприяння австрійських і російських військ. Визнаний правителем Речі Посполитої на вальному сеймі (1736) — єдиним не зірваним шляхтою сеймом за його правління. Мешкав переважно у Саксонії, до Польщі приїздив рідко. Державні справи перекладав на оточення, зокрема на міністра Генріха фон Брюля (з 1738). Мав підтримку князів Чорторийських (1743—1752). Був великим патроном мистецтв: збагатив Дрезденську картинну галерею, займався розбудовою варшавських палаців. Започаткував найстаршу саксонську нагороду — Орден святого Генріха (1736). За його правління на українському правобережжі розквітла гайдамаччина. У зовнішній політиці спирався на союз із Російською імперією і Австрією, протистояв Пруссії. Зберігаючи нейтралітет Речі Посполитої, взяв участь у Війні за австрійську спадщину (1740—1748) і Семилітній війні (1756—1763) як правитель Саксонії. Зазнав поразок в обох конфліктах, допустив руйнацію краю прусською армією, а також призвів до посилення австрійського впливу в Саксонії, і російського — в Речі Посполитій. Помер у Дрездені. Похований у фундованому ним Дрезденському соборі. Також — Фрі́дріх-А́вгуст ІІ (як саксонський курфюрст).

## Імена
- А́вгуст ІІІ (лат. Augustus III, пол. August III) — як король Польщі, з порядковим номером правителя.
- А́вгуст ІІІ Ве́ттін (пол. August III Wettyn) — з родовим прізвищем.
- А́вгуст ІІІ По́льський (пол. August III. von Polen; англ. Augustus III of Poland) — за назвою королівства.
- А́вгуст ІІІ Саксо́нець, або А́вгуст ІІІ Са́кс (пол. August III Sas) — у польській історіографії за місцем походження.
- Август ІІІ Саксо́нський — в деяких українських працях, хоча ні в Польщі, ні в Саксонії так не іменувався.
- Фрі́дріх-А́вгуст ІІ (лат. Frederick Augustus II; нім. Friedrich August II.) — у джерелах як саксонський курфюрст.
- Фрі́дріх-А́вгуст ІІ Саксо́нський (нім. Friedrich August II. von Sachsen; англ. Frederick Augustus III of Saxony) — за назвою курфюрства.

## Життєпис

### Молоді роки
Август III народився 7 (17) жовтня 1696 року в Дрездені, Саксонія, Священна Римська імперія. Його батьком був саксонський курфюрст Август II Сильний, представник саксонської гілки німецької династії Веттінів, правитель Речі Посполитої, а матір'ю — байрейтська принцеса Крістіана-Ебергардіна, донька байрейтського маркграфа Крістіана-Ернста, представниця німецького дому Гогенцоллернів.
Оскільки Август ІІ проводив більшість часу у Речі Посполитій, його син ріс під наглядом матері й бабусі по батьковій лінії, данської принцеси Анни-Софії. Вони були дуже дуже ревними лютеранками і виховували хлопчика у лютеранському дусі. Через це католицька польська шляхта упереджено ставилася до принца.
З раннього дитинства Августа ІІІ готували як спадкоємця польського престолу. Для нього набрали найкращих вчителів з усієї Європи, які навчали його мовам: німецькій, латині, французькій і польській. Хлопцеві також викладали москвинську, але він не міг спілкуватися нею вільно. Серед інших предметів принц опановував математику, географію і хімію, а в юності займався їздою верхи.

### Подорожі Європою

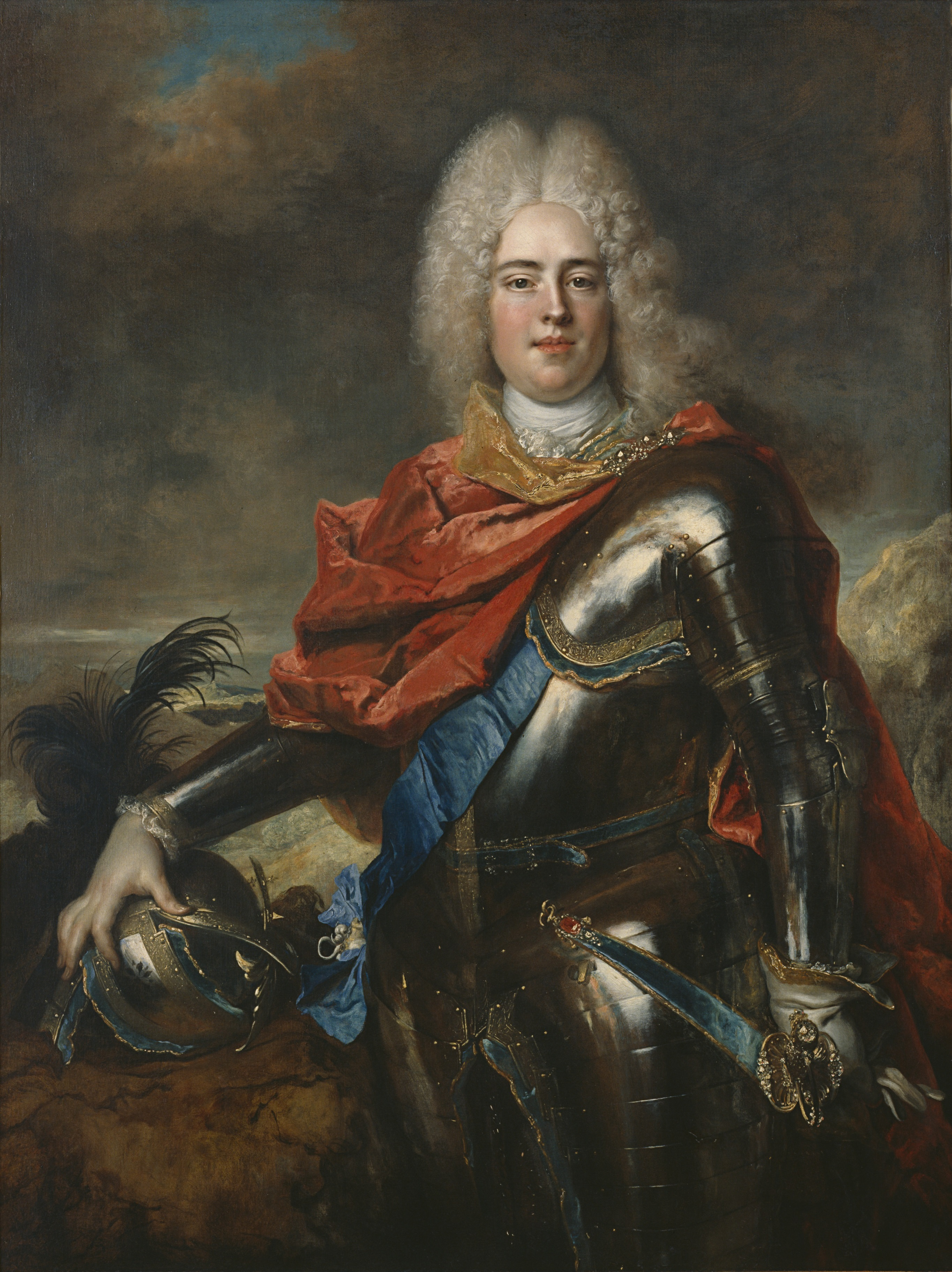
Портрет принца Августа під час перебування у Франції (1715, Ніколя де Ларжильєр)

Поляки не хотіли бачити своїм майбутнім королем лютеранина, тому 1709 року папа Климент XI домігся від Августа ІІ, що його син прийме католицтво. Аби принц захопився цією вірою через мистецтво, батько організував для нього тур католицькими країнами Європи. Поїздка також мала на меті ослабити контроль матері і бабусі.
22 грудня 1711 року Август ІІІ був присутній на пишній коронації Карла VI, імператора Священної Римської імперії, що відбувалась у Франкфурті. Лютеранське оточення принца замінили католицькі шляхтичі та отці єзуїти.
1712 року Август вирушив зі своїм супроводом до Італії. У Венеції агенти англійської королеви Анни І намагалися викрасти його, щоб відвернути від католицтва, проте поляки завадили їхньому плану.
27 лютого того ж року в Болоньї принц таємно прийняв католицьку віру. Після цього Святий Престол дав дозвіл на шлюб Августа ІІІ із австрійською ерцгерцогинею Марією-Жозефою, сестрою імператора Карла VI.
26 вересня 1714 року французький король Людовик XIV тепло приймав саксонського принца у Версалі. Зрадівши, що Август навернувся до католицької віри, король дозволи йому залишитися при його дворі на певний час. Принц брав участь у придворних балах, маскарадах і вечірках, покращив знання французької мови, а також студіював мистецтво придворної політики і дипломатії.
1715 року Август покинув Версаль, щоб ближче побачити Францію: він побував у Бордо, Тулузі, Каркассонні, Марселі, Ліоні. Під час поїздки принц не лише розважався, але й вчився тому, як і чим живе провінція.
11 жовтня 1717 року у Відні саксонський уряд відкрито проголосив про перехід Августа ІІІ у католицтво. Це викликало невдоволення саксонського лицарства. Пруссія і Ганновер спробували змістити Саксонію від керівництва Лютеранським комітетом у Рейхстазі Священної Римської імперії, але безуспішно.

### Шлюб. Союз із Австрією

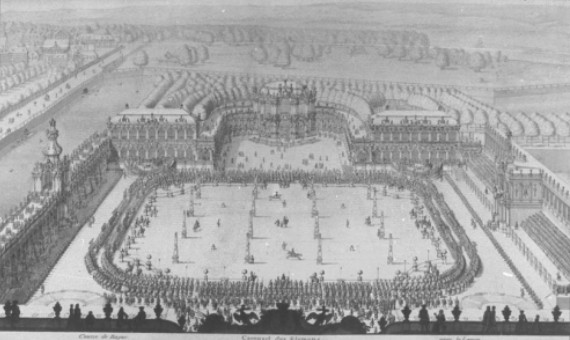
Весілля Августа і Марії в Цвінгері (1719)

20 серпня 1719 року Август ІІІ одружився із австрійською ерцгерцогинею Марією-Жозефою у Відні. Вона була донькою покійного імператора Йозефа I, кузиною чинного імператора Карла VI, ерцгерцога Австрії.
Шлюб було укладено з ініціативи Августа ІІ, батька принца, який хотів збільшити вплив Саксонії у Священній Римській імперії, породичавшись із її правлячим Габсбурзьким домом. Крім цього, союз із католицькою Австрією давав саксонцям захист від зазіхань сусідніх протестантських держав, насамперед Пруссії і Ганновера. 
За кілька днів до самого шлюбу, 10 серпня 1719 року, згідно з умовами контракту, Марія-Жозефа відмовилася від своїх претензій на австрійський престол на користь доньки свого двоюрідного брата, Марії-Терези. Остання мала право успадкувати його відповідно до Прагматичної санкції, виданої імператором Карлом VI в 1713 році.
Август ІІ також розраховував, що у випадку можливої війни за австрійську спадщину, Саксонія матиме більш вигідну позицію серед претендентів завдяки міждинастичному шлюбу із Габсбургами.
Весільна церемонія Августа ІІІ і Марії-Жозефи, що проходила у Дрезденському Цвінгері, стала однією із найбільш помпезних у історії барокової Європи. На неї запросили понад вісімсот гостей. Святкування тривали близько двох тижнів. Бенкет проходив у залі перетвореній на штучний србіний рудник, щоби вразити присутніх. Півтисячі оленів були впольовані у Біловезькій Пущі для приготування страв. На все було витрачено велетенську суму в 4 мільйони талерів. Пара мала 14 дітей (найбільше серед усіх польських королів), троє з яких померли в дитинстві.

### Курфюст. Союз із Росією
1 лютого 1733 року раптово помер Август ІІ. Його син Август ІІІ одразу очолив Саксонське курфюрство. Справа успадкування королівського престолу в Польщі затягнулася, оскільки тут вибирали короля, а іноземні держави втручалися у вибори.
Головним опонентом Августа ІІІ на польський трон був політичний суперник його покійного батька, Станіслав Лещинський. 1706 року, під час Великої Північної війни шведи поставили Лещинського королем Польщі, але після Полтавської битви 1709 року він втік до Франції.
Напередодні смерті хворого Августа ІІ, у грудні 1732 року Австрія, Пруссія та Росія підписали Берлінську угоду, так званий «договір трьох чорних орлів». Його метою було перешкоджання Августу ІІІ і Станіславу Лещинському зайняти польський трон, аби Річ Посполита залишалася нереформованою та слабкою. Учасники змови хотіли поставити королем нейтральну фігуру — португальського інфанта Мануела, графа Оренського, або когось із родичів старопольської династії П'ястів. Ця маріонетка мусила дотримуватися політики нейтралітету і підтримувати дружні відносини із трьома сусідами.
Берлінська угода незабаром втратила чинність, оскільки пруссаки почали підтримувати Лещинського і дали йому вільний пропуск із Франції до Польщі через німецькі землі. Внаслідок цього, 19 серпня 1733 року Австрія й Росія уклали Левенвольдівський договір, об'єднавшись довкола кандидатури Августа ІІІ. Згідно з трактатом вони обіцяли вислати війська для підтримки останнього на виборах польського короля; у свою чергу Август визнавав царицю Анну імператрицею Росії, фактично відмовляючись від польських прав на Курляндію, а також поважав Прагматичну санкцію 1713 року, тим самим зрікаючись від претензій на австрійську спадщину.

### Король. Війна за польську спадщину

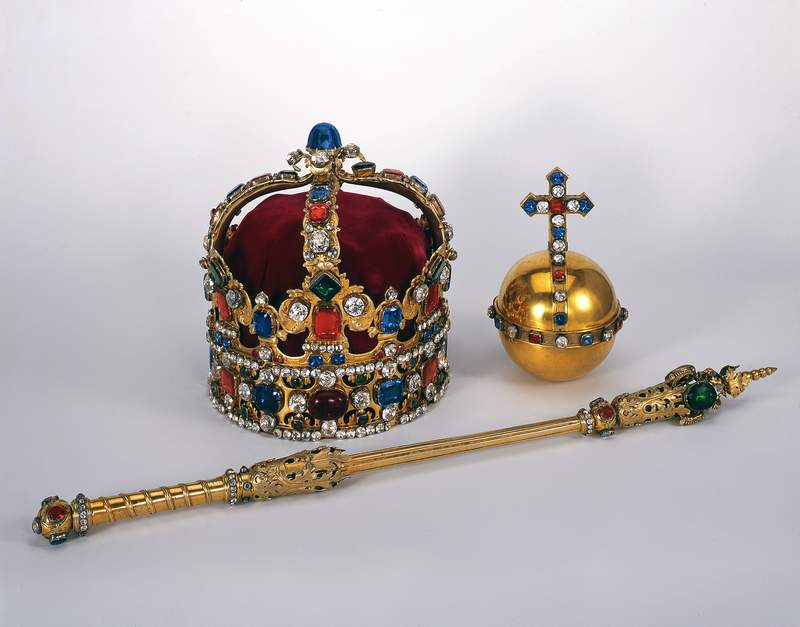
Королівські регалії Августа ІІІ, виготовлені в часи війни за польську спадщину

1733 року до Польщі повернувся Станіслав Лещинський. Його підтримували Франція й Іспанія, у яких правили Бурбони. Це суперечило політичним планам Австрії та Росії.
З весни французи розпочали мобілізацію військ, і почали розміщувати їх на кордонах Священної Римської імперії. Австрійці концентрували свої сила на польському кордоні, зменшивши свої гарнізони в Північній Італії.
У серпні стартував елекційний сейм, на якому шляхта Речі Посполитої мусила обрати короля. У цей час 30 000 російських солдат під командування Петра Лассі вступили до Польщі, щоб забезпечити спадкові права Августа ІІІ. Всупереч військово-політичному тиску Австрії та Росії, на сеймі переміг Станіслав Лещинський — шляхта віддала за нього 12 тисяч голосів. Августа ІІІ підтримали лише 3 тисячі, але серед них були впливові магнати, такі як Михайло Вишневецький.
10 жовтня 1733 року франко-іспанська коаліція оголосила війну союзу Австрії і Саксонії. Савоя, Сардинія та Парма приєдналися до коаліції, розпочавши бойові дії проти австрійців у Північній Італії. Переважна більшість боїв відбувалися за межами Польщі.
Російсько-саксонські війська успішно розбили прибічників законного короля Лещинського, а його самого оточили у Гданську 22 лютого 1734 року. У червні місто здалося, але Лещинський вислизнув до прусського Кенігсберга, звідки виїхав назад до Франції.
1736 року пацифікаційний сейм під тиском Росії й Австрії проголосив Августа ІІІ королем польським, великим князем литовським, Великим князем Руським, Київським, Волинським, тощо. Він присягнув поважати права і свободи шляхти, а також пообіцяв зберігати державний устрій Речі Посполитої, проголосити амністію і вжити заходів для виведення російських військ.

### Внутрішня політика

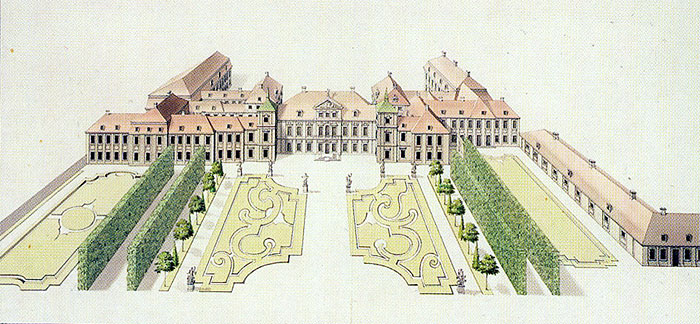
План Саксонського палацу у Варшаві.

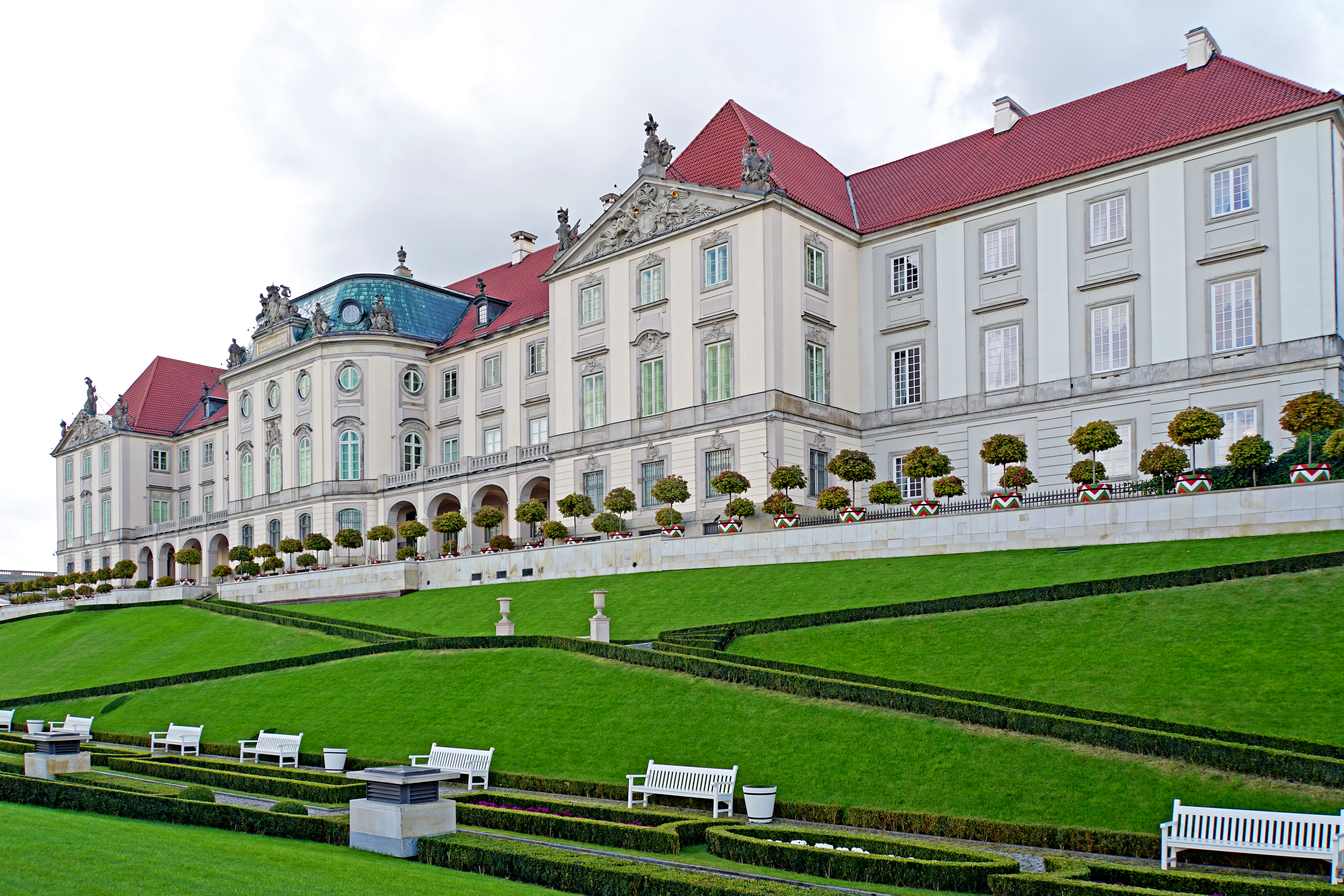
Саксонський фасад Королівського замку.

Август ІІІ зайняв королівський престол, але не цікавився справами Речі Посполитої. Він захоплювався полюванням, оперою та колекціонуванням живопису у своїй Дрезденській галереї. За 30-річне правління Август ІІІ провів у Польщі менше 3 років. Його апатія до польських справ лише сприяла загостренню боротьби між Чарторийськими і Потоцькими на сеймах, і розростанню політичної анархії, яка ослаблювала Польсько-Литовську державу.
Август делегував більшість своїх повноважень Генріху фон Брюлю, який фактично став віце-королем Польщі. Зі свого боку, той переклав політичні справи на найбільших магнатів і шляхту Речі Посполитої. Це поглибило політичну кризу в країни, ерозію державних інститутів, особливо королівської влади, і ширило корупцію.
Брюль жорстоко придушував будь-яку опозицію, використовуючи для цього саксонські або російські війська. На посаді голови саксонського двору він витрачав величезні кошти на ювелірні вироби, мейсенську порцеляну та інші твори мистецтва. Витрати сягали таких розмірів, що закарбувалися у безсмертній фразі Августа до свого придворного: «Брюль, у нас ще є гроші?» (нім. Brühl, haben wir noch Geld).
За правління Августа ІІІ Річ Посполита не брала участі у головних військово-політичних конфліктах на континенті, внаслідок чого її позиція в Європі послабшала, а сусідні держави почали постійно користатися з такої слабкості.
1748 року Август ІІІ завершив будівництво Саксонського палацу й покращив Королівський замок у Варшаві. 1750 року Брюль купив резиденцію, прилеглу до палацу, та перетворив її на шедевр рококо, так званий палац Брюля.

### Війна за австрійську спадщину

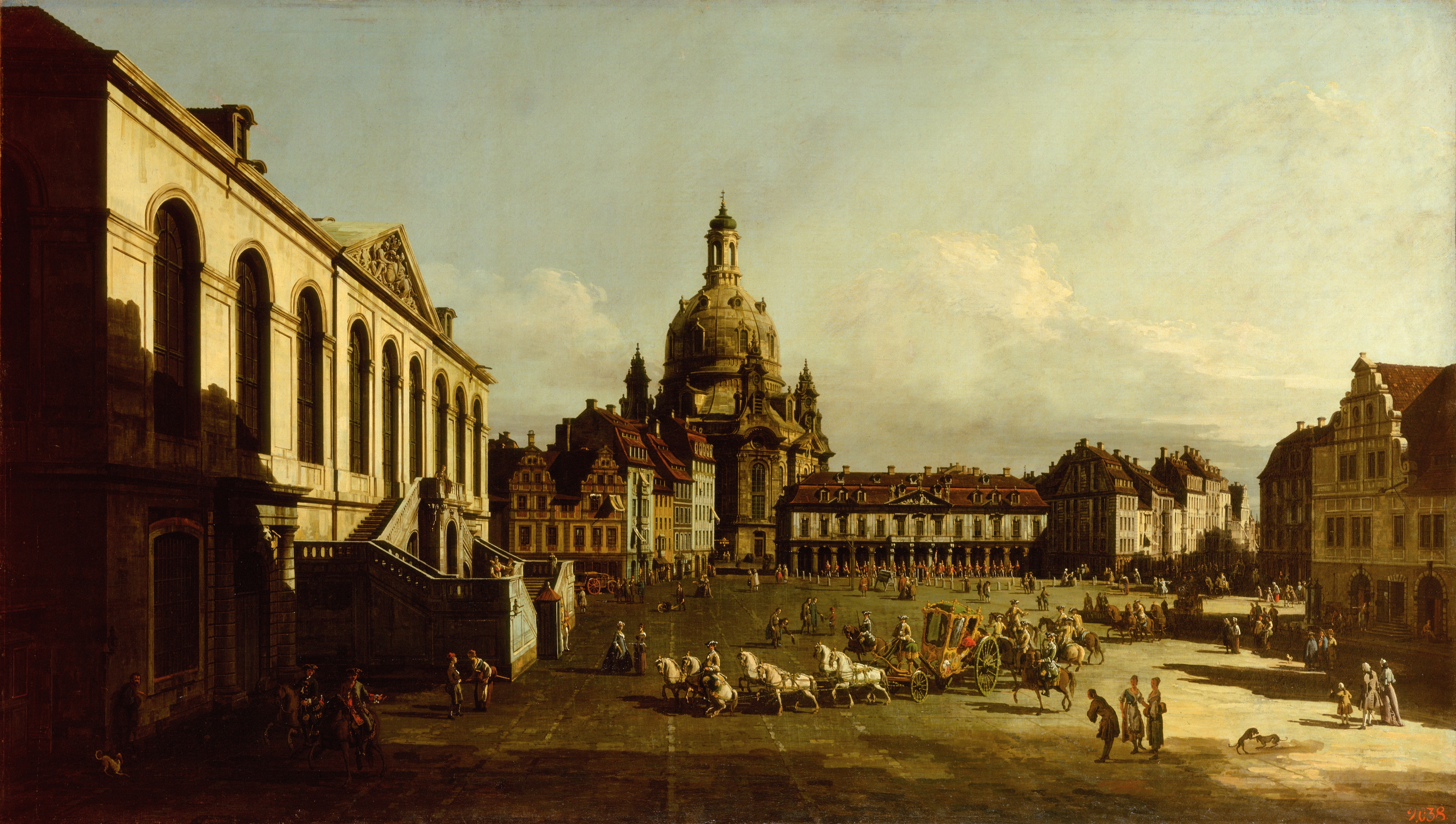
Площа Новий ринок у Дрездені (1747, Бернардо Беллотто)

1740 року, після смерті імператора Карла VI, в Європі спалахнула Війна за австрійську спадщину. Август ІІІ намагався лавірувати між дружньою йому Францією і Габсбургами, з якими він був зв'язаний династично. У 1741—1742 року Саксонія була союзником Франції у війні, але згодом перейшла на бік імператриці Марії-Терези завдяки втручанню австрійських дипломатів. Річ Посполита не брала участі у конфлікті, хоча Август ІІІ був її правителем.
8 січня 1745 року Велика Британія, Австрія, Голландія і Саксонія уклали Варшавський договір, що створив так званий чотиристоронній союз. Він ставив на меті підтримку імператриці Марії-Терези як законної правительки Священної римської імперії. Це крок був відповіддю на вторгнення Пруссії до Богемії в серпні 1744 року, яка на задовольнившись захопленням австрійської Сілезії намагалася затвердити на імперському троні свого протеже Карла VII.
Восени 1745 року австрійсько-саксонські війська спробували відбити Сілезію, але зазнали поразки при Геннерсдорфі. Через місяць прусські війська вдерлися до Саксонії, розбили місцеві сили 15 грудня під Кессельсдорфом і 18 грудня окупували саксонську столицю Дрезден. На Різдво уряд Августа ІІІ був змушений підписати принизливий мир, за яким Саксонія мала сплатити Пруссії репарації на суму 1 млн риксдолларів.
Війна за австрійську спадщину закінчилася договором 1748 року, за яким Марія-Тереза, врешті-решт, була визнана правителькою Священної Римської імперії і господаркою володінь Габсбургів. Ця перемога виявилася пірровою для Августа ІІІ, оскільки зруйнована прусаками Саксонія перебувала на межі банкрутства. Саксонські проблеми не давали йому змоги займатися польсько-литовськими справами.

### Семирічна війна
1756 року розпочалася інша загальноєвропейська війна — Семирічна. Август ІІІ вступив у неї як союзник Австрії і Росії. У війні брала участь лише Саксонія; Річ Посполита лишилася осторонь.
Головним супротивником Августа ІІІ був прусський король Фрідріх Великий. Він розглядав Саксонію як зону потенційної експансії. Цьому сприяло положення Саксонського курфюрства, яке слугувало своєрідним буфером між Пруссією і Австрією, подібно до Сілезії чи Богемії, й було відокремлене від Польщі смугою сілезьких і лужицьких земель.
29 серпня 1756 року прусська армія увійшла до Саксонії, розпочавши так звану Третю Сілезьку війну, один із театрів Великої семирічної війни. Пруссаки вдруге сплюндрували землі Августа ІІІ і змусили підписати його Губертусбургський мир, за яким саксонці відмовлялися від територіальних претензій в Сілезії.
Поразка Августа ІІІ більше погіршила ситуацію для Саксонії і Речі Посполитої, які опинилися у залежності зовнішніх гравців — Австрії, Пруссії та Росії.
У 1754 році придбав та спровадив до Дрездена шедевр світового мистецтва — «Сикстинську мадонну» Рафаеля.
Август III Фрідріх неодноразово перебував у Збаражі та Бережанах.

## Родина
Дружина — Марія-Жозефа, дочка імператора Йосифа І
Діти:
- Фрідріх Кристіан (1722—1763),
- Марія Амалія (1724—1760) — вийшла заміж за короля Іспанії Карла III.
- Анна (1728—1797) — в 1747 вийшла заміж за Максіміліана III Баварського.
- Франц Ксаверій (1730—1806) — в 1765 одружився з графинею Клер фон Лаузітц.
- Марія Жозефа (1731—1767) — в 1747 вийшла заміж за Людовіка Фердінанда, дофіна Франції
- Карл Крістіан (1733—1796) — герцог Курляндії і Семигалії.
- Христина (1735—1782)
- Єлизавета (1736—1818)
- Альберт (1738—1822) — герцог Саксен-Тешін.
- Клемент (1739—1812) — архієпископ Трірский.
- Кунігунда (1740—1826)

## Титул

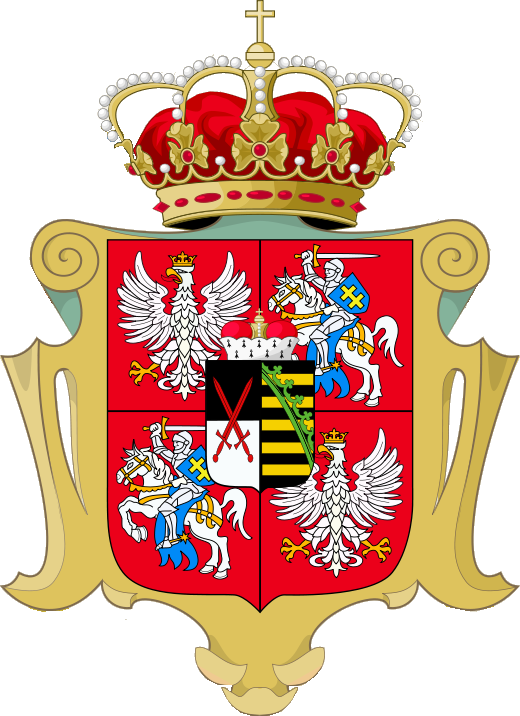
Герб Речі Посполитої часів Августа ІІІ

- лат. Dei Gratia Rex Fidei Defensor Poloniae, Magnus Dux Lithuaniae, Russiae, Prussiae, Masoviae, Samogitiae, Kijoviae, Volhyniae, Podoliae, Podlachiae, Livoniae, Smolensciae, Severiae, Czerniechoviae, nec non hereditarius Dux Saxoniae Princeps et Elector etc
- пол. Z Bożej łaski król Polski, wielki książę litewski, ruski, pruski, mazowiecki, żmudzki, kijowski, wołyński, podolski, podlaski, inflancki, smoleński, siewierski, czernihowski, a także dziedziczny książę saski i książę elektor
- укр. Повний титул: Божою Ласкою король Польщі, Великий князь Литовський, Руський, Прусський, Мазовецький, Жмудський, Куявський, Волинський, Подільський, Підляський, Інфлянський, Смоленський, Сіверський, Чернігівський, спадковий князь Саксонський, князь-електор

## Нагороди
- Орден Слона (1709, Данія)[16]
- Орден Білого Орла (1713/1714, Річ Посполита)[16]
- Орден Золотого руна (1723, Австрія)[16]
- Орден Чорного орла (1736, Пруссія)[16]
- Орден Андрія Первозванного (1736, Росія)[16]
- Орден Олександра Невського (1736, Росія)[17].
- Військовий орден Святого Генріха (1736, Саксонія)[18].

### Монографії
- Mittag J. G., Leben u. Thaten Friedrich August II, Leipzig 1734–37.
- Fassmann D., Leben u. Thaten Friedrich August, Leipzig 1733–34.
- Forster, Fursten u. Höfe Europas im XVIII Jht., 1836-39.
- Boettiger, Geschichte Sachsens, 1831.
- Beyrich, Kursachsen u. d. poln. Trohnfolge, Leipzig 1913.
- Załęski St., Nawrócenie się królewicza Fr. Aug., 1700-20, Przegl. Powsz. 1900.
- Kantecki Kl., Stan. Poniatowski, P. 1880.
- Askenazy Sz., Dwa stulecia, I, W. 1901
- Konopczyński W., Sejm grodzieński 1752, Lw. 1907.
- Polska w dobie w. siedm., Kr. 1909–11.
- Skibiński M., Europa a Polska w dobie wojny o sukc. austr., 1913
- Staszewski, J. August III. Kurfürst von Sachsen und König von Polen. Berlin: Akademie-Verlag, 1996.

### Довідники
- Flathe, Heinrich Theodor. Friedrich August II. // Allgemeine Deutsche Biographie. Leipzig, 1877, Band 7, S. 784–786.  [Архівовано 24 вересня 2020 у Wayback Machine.]
- Kretzschmar, Hellmut. Friedrich August II.. // Neue Deutsche Biographie. Berlin, 1961, Band 5, S. 573 f. (Digitalisat).  [Архівовано 24 вересня 2020 у Wayback Machine.]
- Konopczyński, W. August III (Wettyn) // Polski Słownik Biograficzny. Kraków, 1935, T. 1, S. [Архівовано 18 вересня 2020 у Wayback Machine.]
- Чухліб, Т. В. Август III Саксонський [Архівовано 25 квітня 2016 у Wayback Machine.] // ЕІУ. — С. 13—14.
- Август ІІІ Саксонський [Архівовано 22 березня 2022 у Wayback Machine.] // ВУЕ